# Advance (入野自由のアルバム)
『Advance』（アドバンス）は、入野自由の2枚目のミニアルバム。2011年11月9日にKiramuneから発売された。

## リリース
歌手活動2枚目のアルバム。初回限定盤と通常盤の2種リリースで、前者にはPVと自身初となるBirthday Live映像を収録したDVDが同梱されている。タイトルのadvanceは一歩進んだ思いあがりから付けられた

## 音楽性
2曲目「Zero」は、入野曰く「明るいナンバー、雰囲気のあるナンバーを踏まえた勢い重視の楽曲で、PVでは踊りがテーマになっている。CDジャーナルは、「軽快なポップスでは持ち味のどこまでも爽やかで、くすぐったくなるほどの甘い歌声で聴かせる。」と評した。

## 収録曲
1. overture [1:01]
2. Zero [4:15]
作詞：IOCHI、作曲・編曲：酒井ミキオ
3. High Drive [3:42]
作詞・作曲・編曲：酒井ミキオ
4. Try Again [4:16]
作詞：春和文、作曲・編曲：ARCHIBOLD
5. ABC [4:00]
作詞・作曲・編曲：渡辺翔
6. ZIP ROCK! [3:44]
作詞：只野菜摘、作曲・編曲：河原嶺旭
7. 星空WEEKEND [3:41]
作詞：六ツ見純代、作曲・編曲：河原嶺旭

DVD
- 初回限定盤のみに同梱。

1. Zero（PV）
2. digest of 'Birthday Live' 2011.2.19 ASTROHALL
3. TRAILER

## チャート
| チャート（2011年）         | 最高位 |
| -------------------------- | ------ |
| オリコン                   | 45     |
| Billboard JAPAN Top Albums | 38     |